# جون بي. وايتهيد
جون بي. وايتهيد (بالإنجليزية: John B. Whitehead)‏ هو عالم أمريكي، ولد في 18 أغسطس 1872 في نورفولك في الولايات المتحدة، وتوفي في 16 نوفمبر 1954 في بالتيمور في الولايات المتحدة.